# 고비알타이주

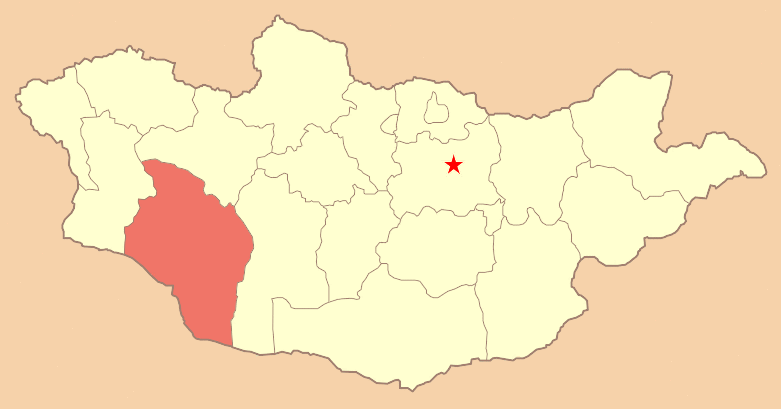
고비알타이 주의 위치

고비알타이주(몽골어: Говь-Алтай 거웨 알태, [gœw aɮtɛ])는 몽골 서부에 위치한 주로 주도는 알타이며 면적은 141,447.67km2, 인구는 53,590명(2011년 기준)이다. 주 이름은 고비 사막과 알타이산맥에서 유래된 이름이다.